# 藤林益三
藤林 益三（ふじばやし えきぞう、1907年〈明治40年〉8月26日 - 2007年〈平成19年〉4月24日）は、日本の弁護士（第一東京弁護士会所属）、裁判官。第7代最高裁判所長官。夫人は明治の文豪、巖谷小波の末娘。

## 人物
企業法務の弁護士として活躍した後に最高裁判事となり、その後最高裁長官となる。現在に至るも、唯一の「弁護士出身の最高裁長官」であり、68歳9ヶ月での最高裁長官就任は歴代最高齢である。熱心な「無教会主義キリスト教」の信徒であり、毎週日曜に聖書研究会を続けていた。その信仰は、いわゆる「津地鎮祭訴訟」判決における、異例の「長官の反対意見・補足反対意見」（津市による地鎮祭主催は政教分離を定める憲法違反との立場。藤林・団藤など違憲派5人に対し、合憲派10人）となって現れる。後に、彼は、「自らの法律家としての人生は、まさに、この判決のためにあったようなもの」と述懐しているほど、この判決の執筆に力を入れたと言われる。
1976年2月に発覚したロッキード事件では同年7月24日に最高裁長官として裁判官会議でアメリカ側証人の刑事免責を保証する趣旨の宣明を全会一致で決議した（退官後に「（最高裁宣明について）長官の司法行政。証拠価値は事件担当裁判官の判断」と言葉を残しているが、この刑事免責については1995年2月の最高裁判決で否定的見解が出された）。1956年2月以降は司法修習生に国籍条項が存在していたが、1977年3月23日の最高裁裁判官会議で司法修習生の国籍条項は残したまま「憲法と法律を遵守する」という誓約書を提出させる等した上で外国人について「相当と認めるものに限り、採用する」との方針を示した（司法修習生について1990年に外国人の誓約書提出義務づけを除外し、2009年に国籍条項が撤廃された）。

## 年譜
- 1907年（明治40年）8月26日 - 京都府船井郡五ヶ荘村田原（現在の南丹市）出身。実家はまゆから糸を採ったり、材木を川で京都に運ぶ仕事をしていた。家業が衰え、父が亡くなり､3歳で園部村の叔父宅に母、姉一人と一緒に引き取られた。
- 郷里の篤志家の援助で、園部尋常高等小、京都三中（後の京都府立山城高等学校）、第三高等学校を卒業。
- 1931年（昭和6年） - 東京帝国大学法学部法律学科を卒業。
- 1970年（昭和45年）7月31日 - 最高裁判所判事に就任。
- 1976年（昭和51年）5月25日 - 最高裁判所長官に就任、弁護士出身としては初の長官となった。
- 1977年（昭和52年）8月26日 - 最高裁判所長官を退任し、弁護士に復帰。同年、勲一等旭日大綬章を受章。
- 2007年（平成19年）4月24日 - 心不全のため、東京都稲城市の病院で死去。99歳没。叙従二位[2]。
- その他、司法研修所教官・東京都地方労働委員会公益委員・協和銀行、日本興業銀行各顧問弁護士・日本法律家協会会長などを歴任した。

## 著書
- 貸倒れ対策一問一答（編）金融財政事情研究会 1967
- 銀行員の法律あ・ら・かると 法律の姿法律の心 近代セールス社 1968
- 一法律家の生活と信仰 東京布井出版 1978.8
- 法律家の知恵 法・信仰・自伝 東京布井出版 1982.6
- 藤林益三著作集 全10巻 東京布井出版 1984-96